# جامع صاحب الطابع
جامع يوسف صاحب الطابع أو جامع صاحب الطابع هو أخر جامع عثماني مبني في تونس، و هو الجامع الحنفي الوحيد الذي لم يبنيه باي أو داي بل بناه وزير مملوك.

## البناء
بدأ البناء سنة 1808 وأقيمت أول صلاة يوم 4 مارس 1814. بناه المهندس الحاج ساسي بن فريجة وحسب محمد بن الخوجة فان الرخام المستعمل تم استيراده من جنوب إيطاليا و يقول بن الضياف أن الرخام أتى من قرنة إلا أن الرخام في حقيقة الأمر جلب من كرارة
يتكون الجامع من عديد البنايات ويكون مركبا يسمى الكليا مثل نظام الكليا في إسطنبول و يتكون من جامع و تربة و مدارس و فندق و حوانيت.

## معرض الصور

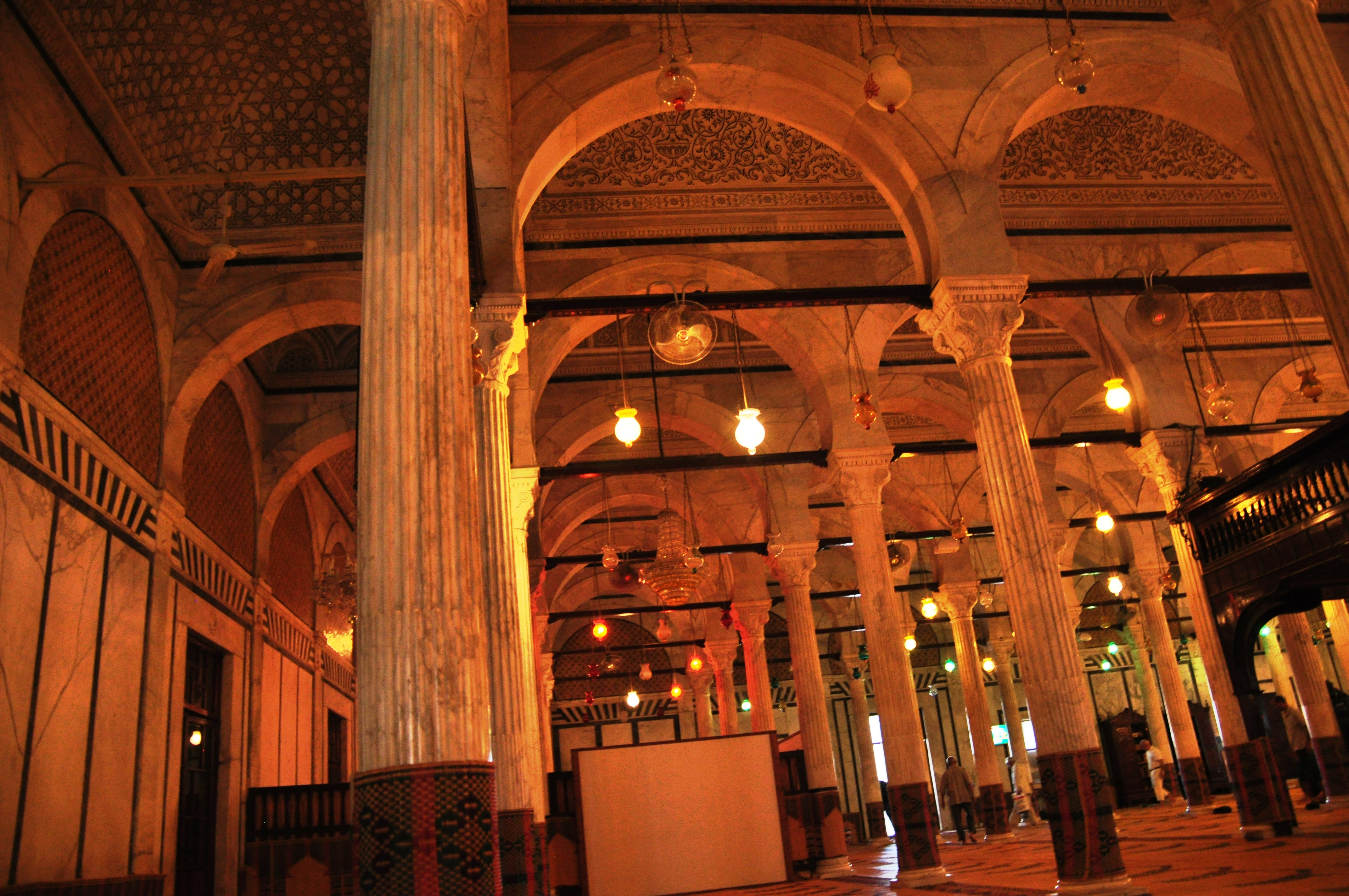
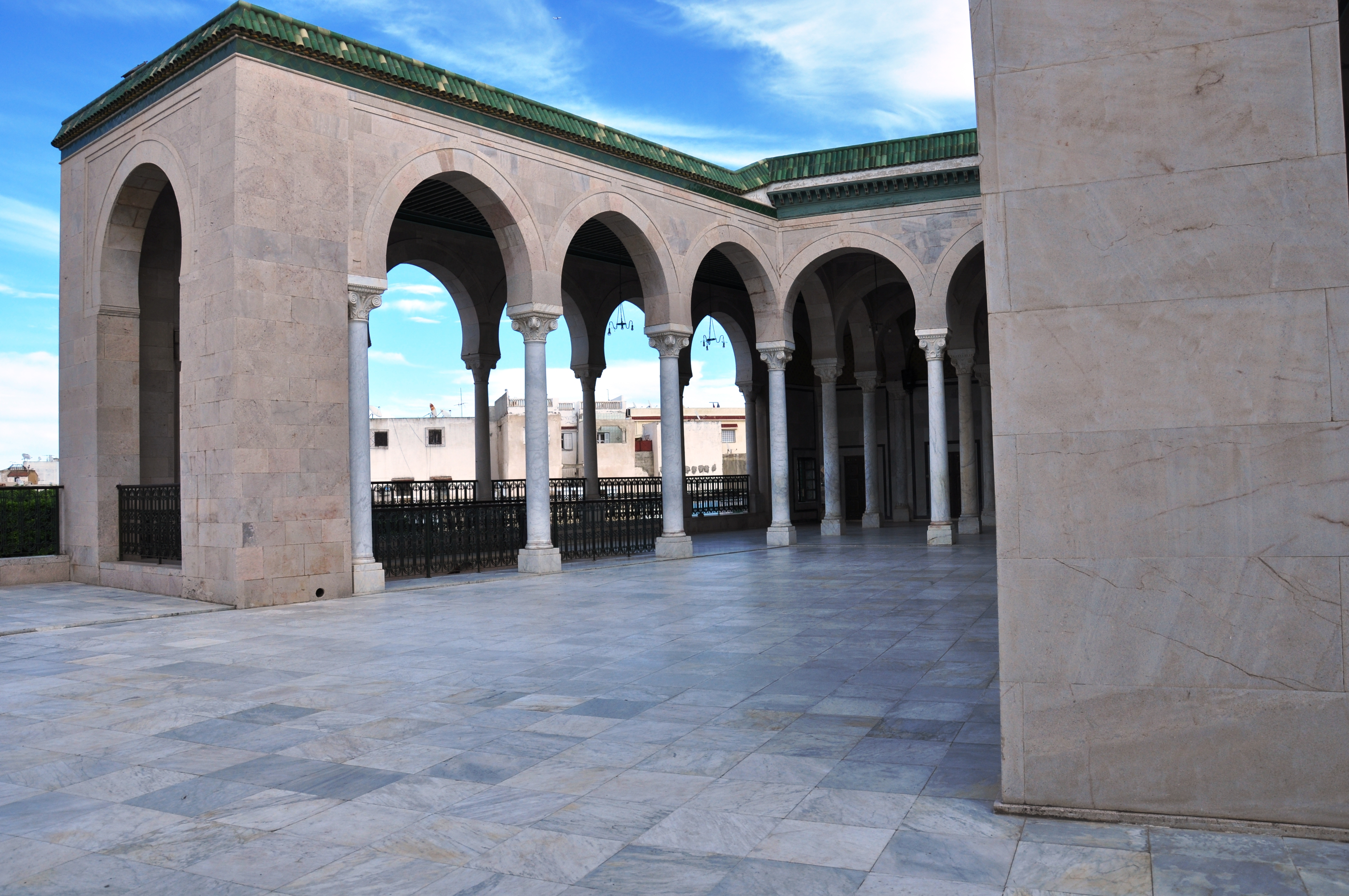
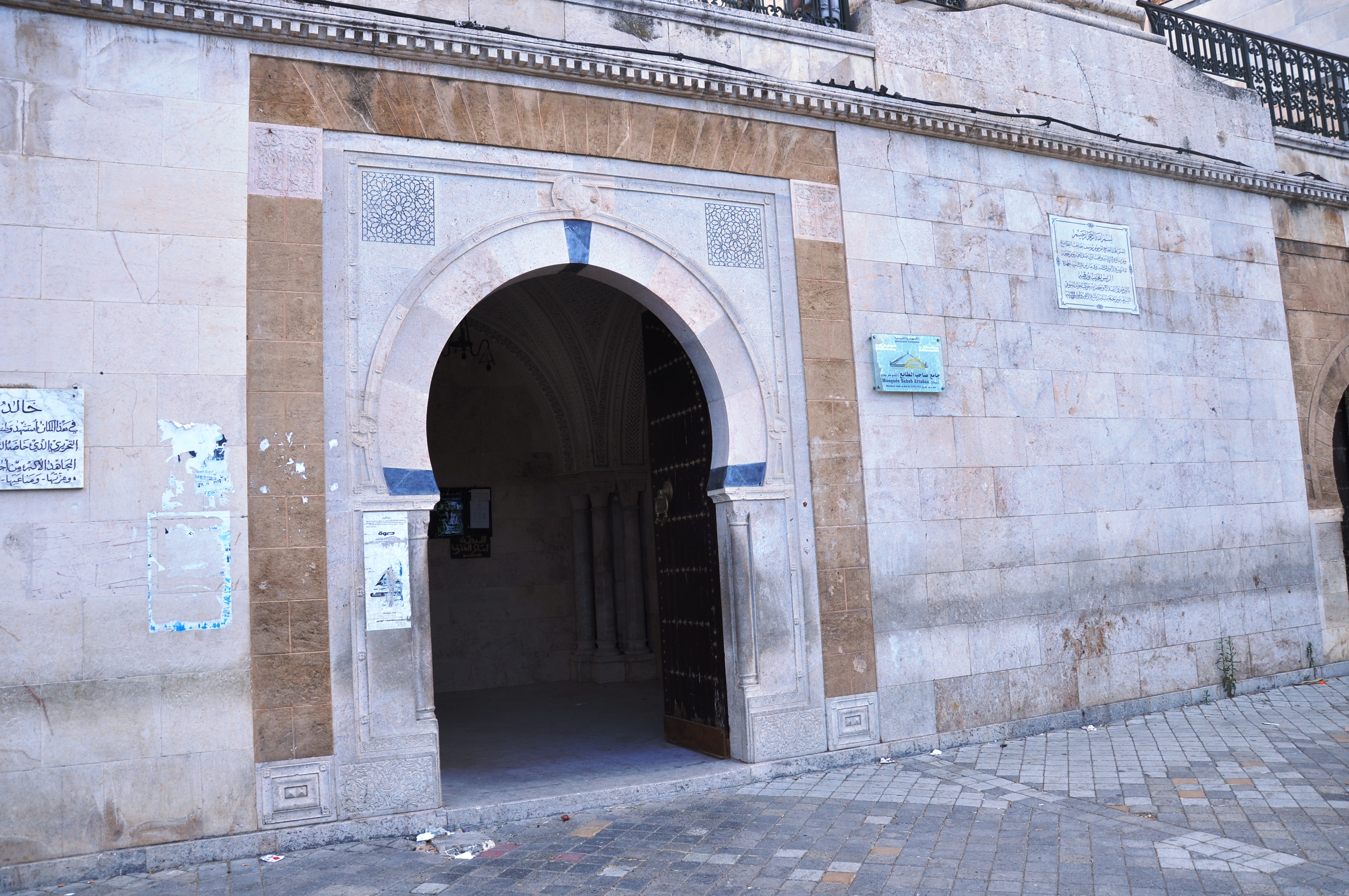